# Brassavola martiana
Brassavola martiana es una especie de orquídeas de hábito epifita originaria de Centroamérica y norte de Sudamérica.  

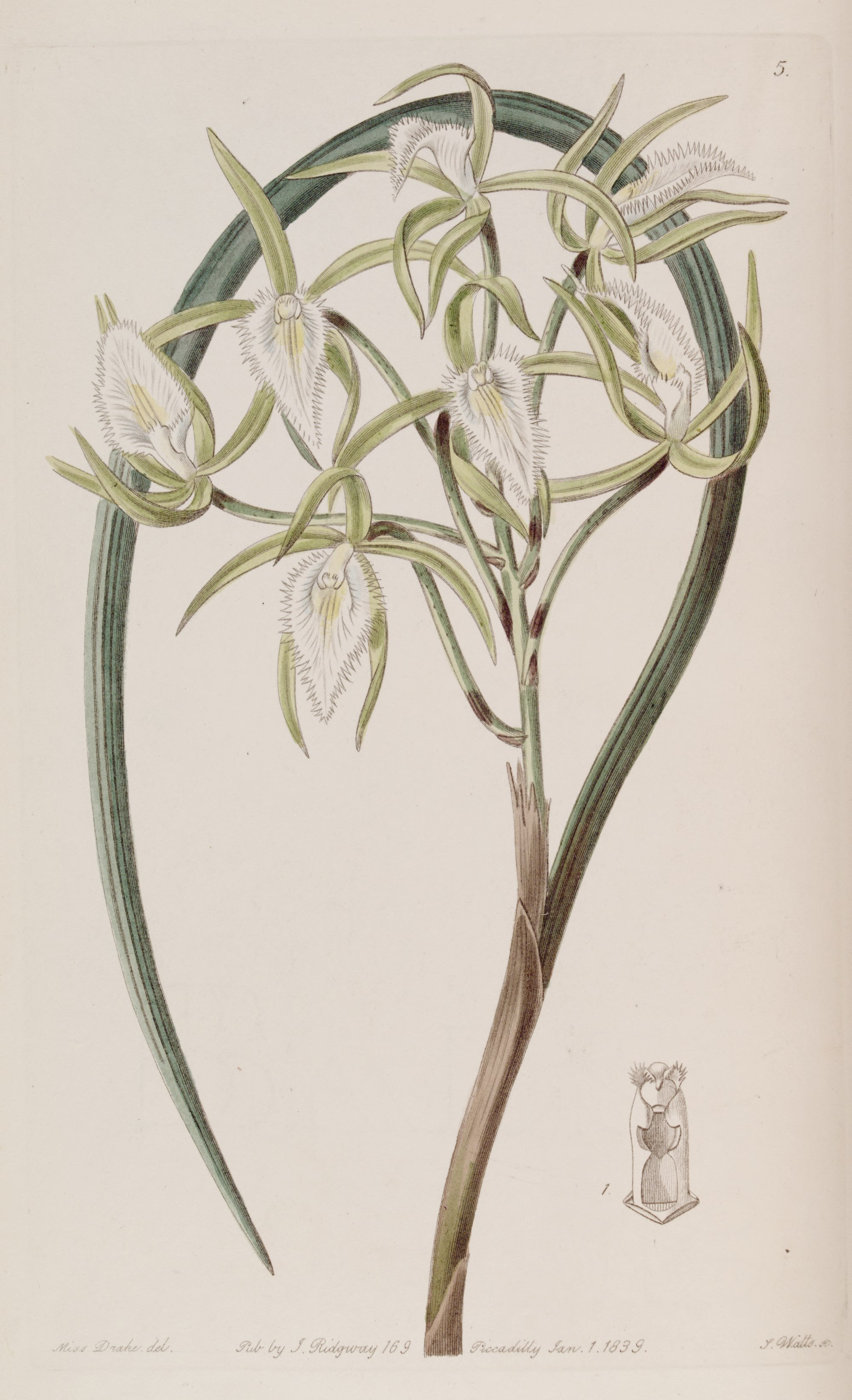
Ilustración

## Descripción
Es una orquídea de tamaño pequeño a mediano, que prefiere el clima cálido y creciendo epifita con tallos erectos a ascendentes, delgados, cilíndricos, articulados y envueltos basalmente por vainas blancas, escariosas, tubulares y con una sola hoja, apical, linear, subulada, cilíndrica, coriácea carnosa. Florece desde el verano hasta el otoño en un  pedúnculo que nace en la unión de la única hoja y el tallo cilíndrico en una corta inflorescencia de 8 cm de largo, con varias flores fragantes nocturnas y de larga duración.

## Distribución y hábitat
Se encuentra en Bolivia, Brasil, Surinam, las Guayanas, Venezuela y Colombia en los bosques tropicales a menudo cerca de los ríos  a altitudes de 50 a 1000 metros.

## Taxonomía
Brassavola martiana fue descrita por  John Lindley en Edwards's Botanical Register 22: sub t. 1914. 1836.
Etimología
Ver: Brassavola
martiana: epíteto otorgado en honor de Von Martin, recolector de orquídeas alemán en Brasil en los años 1800.
Sinónimos
- Bletia amazonica (Poepp. & Endl.) Rchb.f.
- Bletia angustata (Lindl.) Rchb.f.
- Bletia attenuata Rchb.f.
- Bletia martiana (Lindl.) Rchb.f.	basónimo
- Brassavola amazonica Poepp. & Endl.
- Brassavola angustata Lindl.
- Brassavola martiana var. multiflora (Schltr.) H.G.Jones
- Brassavola multiflora Schltr.
- Brassavola surinamensis Focke[3][4]